# Фоцхверяні
Фоцхверяні (груз. ფოცხვერიანი) — село в Грузії.
За даними перепису населення 2014 року в селі проживає 391 особа.